# Кубок Волинської області з футболу 1994—1995

## Учасники
У цьому розіграші Кубка взяли участь 8 команд:
| Клуби Чемпіонату України серед аматорів: - «Підшипник» (Луцьк) - «Шахта № 9» (Нововолинськ) | Клуби першості області: - «Електрик-ЕНКО» (Луцьк) - «Пластик» (Луцьк) - «Полісся» (Городок) - «Рубіж» (Любомль) - ФК «Ковель» (Ковель) - «Явір» (Цумань) |

## Чвертьфінали
Матчі 1/4 фіналу відбулися 31 травня 1995 року.
| Команда 1       | Команда 2   | Рахунок |
| --------------- | ----------- | ------- |
| «Пластик»       | «Явір»      | 1:7     |
| «Електрик-ЕНКО» | «Підшипник» | 0:5     |
| «Полісся»       | ФК «Ковель» | 1:3     |
| «Рубіж»         | «Шахта № 9» | +:−     |

## Півфінали
Матчі 1/2 фіналу відбулися 7 і 14 червня 1995 року.
| Команда 1       | Команда 2   | Рахунок |
| --------------- | ----------- | ------- |
| «Явір»          | «Рубіж»     | 2:0     |
| «Підшипник»     | ФК «Ковель» | 2:1     |
| Матчі-відповіді |             |         |
| «Рубіж»         | «Явір»      | 1:1     |
| ФК «Ковель»     | «Підшипник» | 0:0     |

## Фінал
| 18 червня 1995 |

| «Підшипник» | 2:0 (дод. час) | «Явір» |
| ----------- | -------------- | ------ |
|             |                |        |

| Луцьк, стадіон «Авангард» |

| Володар Кубка Волинської області 1994/95                             |
| -------------------------------------------------------------------- |
| «Підшипник» (Луцьк) Дванадцята перемога в Кубку (одинадцята поспіль) |

## Підсумкова таблиця
| Етап       | Команда                   | I | В | Н | П | РМ   | О |
| ---------- | ------------------------- | - | - | - | - | ---- | - |
| Володар    | «Підшипник» (Луцьк)       | 4 | 3 | 1 | 0 | 9−1  | 7 |
| Фіналіст   | «Явір» (Цумань)           | 4 | 2 | 1 | 1 | 10−3 | 5 |
| Півфінал   | ФК «Ковель» (Ковель)      | 3 | 1 | 1 | 1 | 4−3  | 3 |
| Півфінал   | «Рубіж» (Любомль)         | 3 | 1 | 1 | 1 | 1−3  | 3 |
| 1/4 фіналу | «Шахта №9» (Нововолинськ) | 1 | 0 | 0 | 1 | 0−0  | 0 |
| 1/4 фіналу | «Полісся» (Городок)       | 1 | 0 | 0 | 1 | 1−3  | 0 |
| 1/4 фіналу | «Електрик-ЕНКО» (Луцьк)   | 1 | 0 | 0 | 1 | 0−5  | 0 |
| 1/4 фіналу | «Пластик» (Луцьк)         | 1 | 0 | 0 | 1 | 1−7  | 0 |